# نیتروزواوره
نیتروزواوره (به انگلیسی: Nitrosourea) یک ترکیب شیمیایی با شناسه پاب‌کم ۱۰۵۰۳۵ است. 